# Bowenia
Bowenia ist eine Gattung der Palmfarne (Cycadales). Die nur zwei Arten kommen nur im australischen Bundesstaat Queensland vor. Deshalb wird auch selten der deutschsprachige Trivialname Queenslandsagopalmfarn verwendet.

## Beschreibung und Ökologie

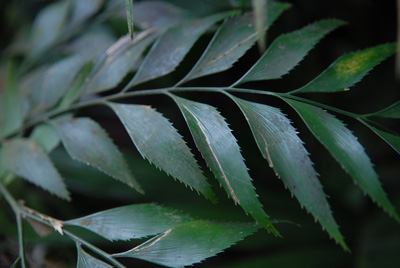
Blatt von Bowenia serrulata

### Vegetative Merkmale
Die Sprossachsen sind unterirdisch und bilden rüben- oder kartoffelförmige Knollen. Von diesen steigen Stämme oder Hälse auf, deren Spitzen zunächst Cataphylle bilden, dann Blätter oder Zapfen.
Die Blätter sind doppelt gefiedert. Dies kommt bei Palmfarnen nur noch bei Cycas multipinnata und Cycas debaoensis vor, alle anderen Arten haben einfach gefiederte Blätter.

### Generative Merkmale
Die weiblichen Zapfen sind etwa faustgroß, kugelig. Pro Wachstumspunkt gibt es nur einen Zapfen. Eine Pflanze kann jedoch über mehrere Wachstumspunkte verfügen. Die Bestäubung muss durch Insekten erfolgen, da die Zapfen unter dem Bodenlaub verborgen sind. Reife Samen sind weiß bis blau, werden auch braun. Die Ausbreitung erfolgt wahrscheinlich über Nagetiere oder andere Säugetiere.
Die männlichen Zapfen stehen ebenfalls einzeln an Wachstumspunkten, zunächst aufrecht, dann schräg. Die männlichen Zapfen sind weiß bis cremefarben und bei einer Länge von etwa 7,5 Zentimetern sowie einem Durchmesser von etwa 2,5 Zentimetern zylindrisch. Sie sind kurzlebig und verrotten nach dem Ausstreuen des Pollens rasch.
Die Chromosomenzahl beträgt für beide Arten 2n = 18.

## Vorkommen
Die Gattung Bowenia ist im australischen Bundesstaat Queensland endemisch. Sie kommt überwiegend in den Küstenebenen vor, einige Populationen gibt es auch auf den Atherton Tablelands. Sie wachsen im Regenwald oder an dessen Rändern in Höhenlagen vom Meeresniveau bis auf 600 Metern.

## Systematik
Die Gattung Bowenia wurde durch William Jackson Hooker 1863 erstbeschrieben. Der Gattungsname Bowenia ehrt George Ferguson Bowen (1821–1899), den ersten Gouverneur von Queensland. Bowenia ist neben Stangeria die zweite Gattung der Familie Stangeriaceae.
Zur Gattung Bowenia gehören nur zwei Arten:
- Feinzähniger Queenslandpalmfarn (Bowenia serrulata (W.Bull) Chamb.): Dieser Endemit kommt im nördlichen und nordöstlichen Queensland vor.[6]
- Prächtiger Queenslandpalmfarn (Bowenia spectabilis Hook. ex Hook. f.): Dieser Endemit kommt in Queensland in den Distrikten Cook und North Kennedy vor.[6]

## Belege
- Loran M. Whitelock: The Cycads. Timber Press, Portland OR 2002, ISBN 0-88192-522-5, S. 52 ff.